# Nová Ves u Světlé
Nová Ves u Světlé (německy Thunisch Neudorf) je obec v okrese Havlíčkův Brod v Kraji Vysočina. Žije zde 542 obyvatel.
V obci je 5 rybníků: Horní, Dolní, Dvořákův, Říhovka, Vágnera.

## Historie
První písemná zmínka o obci pochází z roku 1378.

## Obyvatelstvo
| Rok            | 1869 | 1880 | 1890 | 1900 | 1910 | 1921 | 1930 | 1950 | 1961 | 1970 | 1980 | 1991 | 2001 | 2011 | 2021 |
| -------------- | ---- | ---- | ---- | ---- | ---- | ---- | ---- | ---- | ---- | ---- | ---- | ---- | ---- | ---- | ---- |
| Počet obyvatel | 445  | 574  | 551  | 573  | 684  | 662  | 666  | 531  | 534  | 508  | 430  | 436  | 461  | 483  | 530  |
| Počet domů     | 62   | 68   | 71   | 74   | 76   | 84   | 105  | 125  | 129  | 126  | 121  | 158  | 165  | 187  | 208  |

## Obecní správa
Mezi lety 1869–1988 Nová Ves u Světlé byla obcí v okrese Ledeč nad Sázavou (1869–1950) (v letech 1869–1910 Ledeč) a později v okrese Havlíčkův Brod. Od 1. ledna 1989 do 31. prosince 1997 patřila jako část města k Světlé nad Sázavou a od 1. ledna 1998 je opět samostatnou obcí. V letech 1869–1920 patřila Broumova Lhota jako osada pod Novou Ves u Světlé.

### Obecní symboly
Znak a vlajka byly obci uděleny rozhodnutím předsedy Poslanecké sněmovny Parlamentu České republiky dne 25. listopadu 2003.

## Školství
- Základní škola a Mateřská škola Nová Ves u Světlé